# Jorge Allen
Jorge Gustavo Allen (* 12. Juli 1956 in Vicente López) ist ein ehemaliger argentinischer Rugbyspieler. Er nahm 1987 mit der argentinischen Rugby-Union-Nationalmannschaft an der Rugby-Union-Weltmeisterschaft teil.